# Zschokkella australis
Zschokkella australis is een microscopische parasiet uit de familie Myxidiidae. Zschokkella australis werd in 2002 beschreven door Kovaljova, Rodjuk & Grudney. 